# Azərbaycan Respublikasının Dövlət Himni
L'Azərbaycan Respublikasının Dövlət Himni (Himne nacional de la República de l'Azerbaidjan) és l'himne nacional de l'Azerbaidjan, i el títol original d'aquest himne és Azərbaycan marşı (Marxa de l'Azerbaidjan). La lletra va ser escrita pel poeta Əhməd Cavad, i la música va ser composta pel gran compositor azerbaidjanès Üzeyir Hajibeyov.

## Lletra

### Lletra en àzeri
| Alfabet llatí (oficial) | Alfabet ciríl·lic | Alfabet àrab |

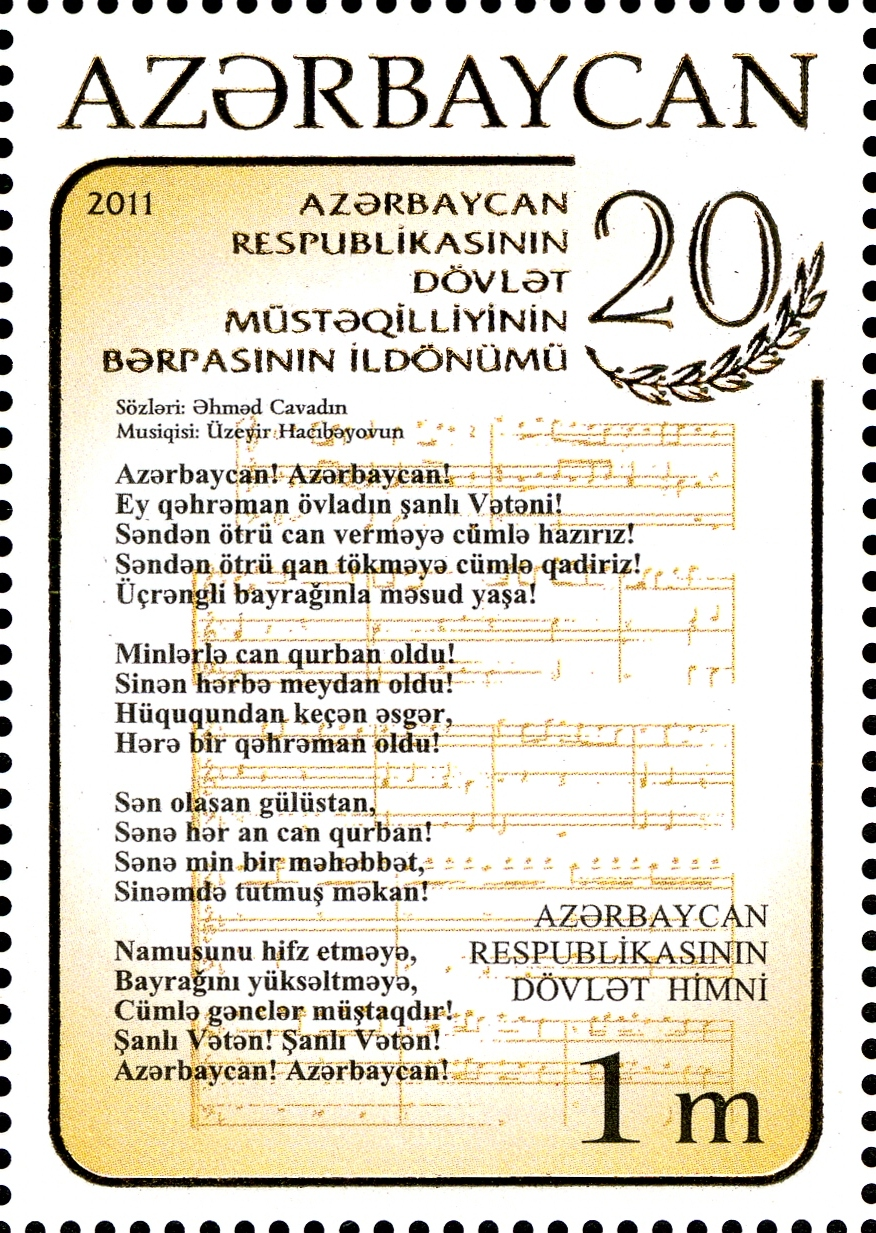
Plantilla de construcció de la bandera.

| Azərbaycan! Azərbaycan! Ey qəhrəman övladın şanlı Vətəni! Səndən ötrü can verməyə cümlə hazırız! Səndən ötrü qan tökməyə cümlə qadiriz! Üçrəngli bayrağınla məsud yaşa! Minlərlə can qurban oldu, Sinən hərbə meydan oldu! Hüququndan keçən əsgər, Hərə bir qəhrəman oldu! Sən olasan gülüstan, Sənə hər an can qurban! Sənə min bir məhəbbət Sinəmdə tutmuş məkan! Namusunu hifz etməyə, Bayrağını yüksəltməyə Namusunu hifz etməyə, Cümlə gənclər müştaqdır! Şanlı Vətən! Şanlı Vətən! Azərbaycan! Azərbaycan! | Азәрбајҹан! Азәрбајҹан! Еј гәһрәман өвладын шанлы Вәтәни! Сәндән өтрү ҹан вермәјә ҹүмлә һазырыз! Сәндән өтрү ган төкмәјә ҹүмлә гадириз! Үчрәнҝли бајрағынла мәсʼуд јаша! Минләрлә ҹан гурбан олду, Синән һәрбә мејдан олду! Һүгугундан кечән әсҝәр, Һәрә бир гәһрәман олду! Сән оласан ҝүлүстан, Сәнә һәр ан ҹан гурбан! Сәнә мин бир мәһәббәт Синәмдә тутмуш мәкан! Намусуну һифз етмәјә, Бајрағыны јүксәлтмәјә Намусуну һифз етмәјә, Ҹүмлә ҝәнҹләр мүштагдыр! Шанлы Вәтән! Шанлы Вәтән! Азәрбајҹан! Азәрбајҹан! | آذربایجان! آذربایجان! ای قهرمان اولادین شانلی وطنی! سندن اوترو جان ورمه‌یه جومله حاضریز! سندن اوتروقان توکمه‌یه جومله قادیریز! اوچرنگلی بایراقین‌لا مسعود یاشا! مینلرله جان قوربان اولدو، سینن حربه میدان اولدو! حقوقوندان کچن عسکر، هره بیر قهرمان اولدو! سن اولاسان گولوستان، سنه هرآن جان قوربان! سنه مین بیر محبت سینه‌مده توتموش مکان! ناموسونو حیفظ اتمه‌یه، بایراقینی یوکسلتمه‌یه ناموسونو حیفظ اتمه‌یه، جومله گنجلر موشتاقدیر! شانلی وطن! شانلی وطن! آذربایجان! آذربایجان! |

### Traducció al català
Azerbaidjan! Azerbaidjan!
Terra estimada de fills valents!
Tots nosaltres llestos per donar les nostres vides per tu!
Tots nosaltres potents per vessar la nostra sang per tu!
Viu feliçment amb el teu tricolor!
Viu feliçment amb el teu tricolor!
Milers d'ànimes van ser sacrificades per tu.
El teu pit es va tornar un camp de batalla.
Els soldats que es van privar de la vida,
cada un d'ells es va convertir en un heroi.
Pots convertir-te en un jardí florent.
Sacrificarem les nostres vides per tu en cada moment.
Mil i una tendresa hi ha en el meu cor.
Per mantenir el teu honor.
Per aixecar la senyera
i mantenir el teu honor,
Tota la joventut està impacient.
Terra estimada! Terra estimada!
Azerbaidjan! Azerbaidjan!
Azerbaidjan! Azerbaidjan!